# Relaciones Estados Unidos-Nauru
Las relaciones Estados Unidos-Nauru son las relaciones diplomáticas entre Estados Unidos y Nauru.
El gobierno de Nauruano tiene una relación muy compleja con Estados Unidos; el gobierno de Bernard Dowiyogo acordó detener las ventas de pasaportes y la banca offshore a cambio de un extenso paquete de ayuda. Sin embargo, esa ayuda no se ha entregado y los líderes formales y tradicionales de Nauru ahora están buscando ayuda en Japón y China. Según la Departamento de Estado de los Estados Unidos, Nauru tiene relaciones cordiales con los Estados Unidos
Los Estados Unidos no tienen oficinas consulares ni diplomáticas en Nauru. Los oficiales de la embajada estadounidense en  Suva, Fiyi, están acreditados simultáneamente ante Nauru y realizan visitas periódicas.
En septiembre de 2007, David Adeang, el ministro de Relaciones Exteriores de Nauru, hizo una serie de declaraciones públicas en relación con los Estados Unidos. Adeang exaltó a Cuba y criticó la política exterior de Estados Unidos, durante una visita a la isla caribeña. Posteriormente, el Departamento de Estado de los EE. UU., Refiriéndose a los hechos investigados en 2007, informó sobre las críticas a Adeang en su Informe de Derechos Humanos, publicado para 2008. Esta crítica se incluyó en el informe del Departamento de Estado, a pesar del hecho de que la policía, tras haber investigado las denuncias de irregularidades, no intentó enjuiciar a Adeang. Poco después de los pronunciamientos públicos de Adeang, una crisis, con él mismo en el centro, llevó al colapso del gobierno de Presidente de Nauru Ludwig Scotty.
El comercio entre los Estados Unidos y Nauru está limitado por el pequeño tamaño y los problemas económicos de este último. El valor del comercio bilateral en 2005 fue de US $ 1.6 millones.
En octubre de 2008, el nuevo Embajador de los Estados Unidos en Fiyi, también acreditado en Nauru, prometió esfuerzos para ayudar al desarrollo económico de Nauru.